# Leptoconops spinosifrons
Leptoconops spinosifrons är en tvåvingeart som först beskrevs av Carter 1921.  Leptoconops spinosifrons ingår i släktet Leptoconops och familjen svidknott. Inga underarter finns listade i Catalogue of Life.